# 넷 우익
넷 우익(일본어: ネット右翼) 또는 네토우요(일본어: ネトウヨ)는 일본에서 인터넷 상에서 주로 활동하는 제노포비아, 국수주의 성향의 우익 네티즌들을 가리키는 말이다. 태평양 전쟁 이후 출생의 세대가 주축을 이룬다. 기본적으로 멸칭으로 쓰이나 세토 히로유키처럼 스스로를 넷 우익으로 자칭하는 경우도 있다.
이들은 주로 주변국인 한국, 북한, 중국에 대해 강한 반감을 가지며, 특히 한국에 대한 공격적인 태도는 혐한(嫌韓)이라는 단어를 새로운 정치적 키워드로 떠오르게 만들었다. 또한 과거 일본 제국 시대의 정치, 문화, 사회상에 대한 찬양과 미화를 특징으로 한다. 과거 이들은 주로 은둔형 외톨이나 사회부적응자와 같이 인식되었으나, 일각에서는 일본에서 최근 이러한 성향이 비교적 대중화되는 '우경화'가 일어나고 있다는 지적도 있다.
넷 우익은 사상적 공통점으로 인해 미국의 네오콘이나 대안 우파, 신우익과 같은 부류로 취급되기도 한다.

## 특징
원래 넷 우익이란 단어는 학자들에 의해 정의된 게 아닌 인터넷 상에서 일정한 세력을 지니던 걸 언론이 정의하기 위해 생겨난 인터넷 신조어였다. 이렇게 정의가 명확히 되지 않아 주관적으로 봤을 때 우익적 발언을 하는 사람에 대해 넷 우익이라는 딱지가 붙는 경우도 많다. 이에 따라 객관적으로 봤을 때 중립적이나 좌익적 발언을 해도 넷 우익이라 평가되는 의견도 있다.
인터넷 상에서 언론은 익명이 일반적이여서 우익적 행동을 하는 것이 꼭 우익이라고 할 순 없고, 대량 글쓰기에도 동일 인물이 한 경우도 있고, 자작 연출 등 모략성을 배제할 수 없다. 그 때문에 실제 인물이나 단체와 연관지어 생각하는 것은 불가능할 뿐만 아니라, 실제로 허위인 것으로 드러난 경우도 많다.
이 말이 유명해지게 되면서 유명인 사이에서도 사용하는 사람이 있지만, 이러한 이유 때문에 인터넷 우익이란 말을 사용하는 사람들 사이에서도 그 대상을 어떻게 가정할 때 서로 인식이 달라, 실제 인물의 사상이나 입장을 어떻게 관련지어 그 사람이 넷 우익인지 아닌지 알아내는 방법은 여러가지이다.

## 우경화론에 대한 비판
넷 우익들에 대해 사회학자 스즈키 겐스케는 자신의 저서에서 이라크 인질 사건 등을 예를 들며 젊은이들이 우경화 된다는 설 자체를 "빗나간 화살"이라 지칭하며 "인터넷 우익"과 "우경화 해가는 젊은이"라 불리는 사람들은 그저 떡밥을 찾아 다른 사람들과 놀이에 참가하는 것일 뿐, 자신들의 일관적인 정치적 입장 따위 존재하지 않는다고 하였다.

## 같이 보기
- 역사수정주의
- 일본의 민족주의
- 국가주의
- 집단주의
- 권위주의 인격
- 집단 극화
- 행동하는 보수
- 일본문화채널 사쿠라
- 쇼비니즘
- 반한 감정
- 누리꾼
- 인터넷 속어
- 홍위병
- 샤오펀홍(중국어판) - 21세기판 홍위병
- 우마오당 - 중국공산당 댓글부대
- 훙커(레드해커)